# SUNNY 強い気持ち・強い愛
『SUNNY 強い気持ち・強い愛』（サニー つよいきもち つよいあい）は、2018年8月31日に全国東宝系にて公開された日本映画。監督・脚本は大根仁、主演は篠原涼子。

## 制作
2017年10月2日、2011年公開の韓国映画『サニー 永遠の仲間たち』が、大根仁監督により『SUNNY 強い気持ち・強い愛』のタイトルで日本リメイク化される事が発表された。
オリジナルの韓国版では1980年代後半だった舞台を日本版では1990年代中盤から後半に置き、女子高生ブームのコギャル文化（ルーズソックスやアムラーファッション）など日本版としてのアレンジが加えられている。
過去の女子高生時代は1995年〜1997年、現代は2018年の設定で描かれている。
大根監督が厳選した安室奈美恵や小沢健二といった1990年代を代表するJ-POPの数々が劇中曲として登場する。
2017年11月10日、芹香役で出演が予定されていた真木よう子が体調不良により降板、代役は板谷由夏に決定したことが発表された。
音楽を担当した小室哲哉は、2018年1月に引退宣言をしており、2017年3月にオファーを受けた本作品が当時は最後の映画音楽だった（2020年初夏に復帰している）。
- 「SUNNY」のメンバー（『SUNNY 強い気持ち・強い愛』→『サニー 永遠の仲間たち』）
  - 阿部奈美→イム・ナミ
  - 伊藤芹香→ハ・チュナ
  - 宮崎裕子→ファン・ジニ
  - 井口心→リュ・ポッキ
  - 林梅→キム・チャンミ
  - 奈々→チョン・スジ

## あらすじ
日本がコギャルブームに沸いた1990年代、仲良しだった女子高生6人グループ「SUNNY」。それから20年以上経ち大人になった彼女たちは、それぞれに問題を抱えながらも日々を送っていた。その中の一人、今は普通の主婦となった奈美は同じメンバーの芹香が末期がんに冒され、余命1か月を宣告されていることを知る。ある事件をきっかけに疎遠になってしまった彼女たちだったが、芹香のもう一度SUNNYのメンバーに会いたいという願いをかなえるため、奈美はメンバーたちを捜し始める。

## キャスト
- 阿部奈美：篠原涼子
- 奈美（女子高生時代）：広瀬すず
- 伊藤芹香：板谷由夏[注 1]
- 芹香（女子高生時代）：山本舞香
- 宮崎裕子：小池栄子
- 裕子（女子高生時代）：野田美桜
- 井口心：ともさかりえ
- 心（女子高生時代）：田辺桃子
- 林梅：渡辺直美
- 梅（女子高生時代）：富田望生
- 奈々（女子高生時代）：池田エライザ
- 藤井渉／渉の息子：三浦春馬
- 藤井渉（現代）：橋爪淳
- 私立探偵・中川：リリー・フランキー
- 鰤谷美礼：小野花梨
- 奈美の母：キムラ緑子
- 奈美の父：橋本じゅん
- 奈美の兄：坂口涼太郎
- 奈美の祖母：三田和代
- 奈美の夫：岡部たかし
- 奈美の娘・繭：松本穂香
- 梅の兄：矢本悠馬
- 奈々の継母：宮下今日子
- 裕子の夫：宮崎吐夢
- 梅の上司・新井：新井浩文
- クラスの担任：高田聖子
- 屋台のオヤジ：不破万作

## スタッフ
- 原作：「Sunny（邦題：『サニー 永遠の仲間たち』）」CJ E&M CORPORATION
- 監督・脚本：大根仁
- 音楽：小室哲哉[8]（オリジナルサウンドトラック：avex trax）
- 製作：市川南
- 共同製作 - 上田太地、鄭泰成、弓矢政法、宮崎伸夫、広田勝己、瀧藤雅朝、見城徹、出來由紀子、渡辺章仁、髙橋誠、舛田淳、長坂信人、田中祐介、藤田晋
- エグゼクティブプロデューサー：山内章弘
- 企画・プロデュース：川村元気
- プロデューサー：市山竜次、馬場千晃
- ラインプロデューサー：小泉朋
- 音楽プロデューサー：成川沙世子
- 撮影：阿藤正一、橋本桂二
- 美術：都築雄二
- 照明：高倉進
- 録音：渡辺真司
- 編集：大関泰幸
- キャスティング：おおずさわこ
- 助監督：二宮孝平
- 制作担当：田辺正樹
- スクリプター：井坂尚子
- VFXスーパーバイザー：菅原悦史
- 装飾：茂木豊
- スタイリスト：伊賀大介
- 衣装デザイン：下田梨来
- ヘアメイク：百瀬広美
- 小道具：安部千夏
- サウンドエフェクト：北田雅也
- 特機：奥田悟
- 振付：左 HIDALI
- 配給：東宝
- 製作プロダクション：東宝映画、オフィスクレッシェンド
- 製作：「SUNNY」製作委員会（東宝、CJ E&M CORPORATION、ジェイアール東日本企画、朝日新聞社、毎日新聞社、ジャパン・ミュージックエンターテインメント、幻冬舎、フォスター・プラス、ローソンエンタテインメント、KDDI、LINE、オフィスクレッシェンド、GYAO、サイバーエージェント）

## 劇中曲
- 安室奈美恵「Don't wanna cry」（1996年3月13日リリース）
  - 作詞：小室哲哉・前田たかひろ、作曲・編曲：小室哲哉
- 安室奈美恵「SWEET 19 BLUES」（1996年8月21日リリース）
  - 作詞・作曲・編曲：小室哲哉
- 小沢健二「強い気持ち・強い愛 Metropolitan Love Affair」（1995年2月28日リリース）
  - 作詞：小沢健二、作曲：筒美京平、編曲：小沢健二・筒美京平、管弦編曲：服部隆之
- 久保田利伸 with NAOMI CAMPBELL「LA・LA・LA LOVE SONG」（1996年5月13日リリース）
  - 作詞・作曲：久保田利伸
- hitomi「CANDY GIRL」（1995年4月21日リリース）
  - 作詞：hitomi、作曲：小室哲哉、編曲：小室哲哉&久保こーじ、Mixed by Pete Hammond, Steve Hammond
- JUDY AND MARY「そばかす」（1996年2月19日リリース）
  - 作詞：YUKI、作曲：恩田快人、編曲：JUDY AND MARY
- TRF「survival dAnce 〜no no cry more〜」（1994年5月25日リリース）
  - 作詞・作曲・編曲：TETSUYA KOMURO,Mixed by Pete Hammond, Steve Hammond
- TRF「EZ DO DANCE」（1993年6月21日リリース）
  - 作詞・作曲・編曲：小室哲哉、Mixed by Pete Hammond, Steve Hammond
- CHARA「やさしい気持ち」（1997年4月23日リリース）
  - 作詞・作曲：CHARA、編曲：渡辺善太郎
- PUFFY「これが私の生きる道」（1996年10月7日リリース）
  - 作詞・作曲：奥田民生
- 森田童子「ぼくたちの失敗」（1993年1月25日リリース）
  - 作詞・作曲：森田童子、編曲：石川鷹彦

## 受賞
- 第43回報知映画賞
  - 主演女優賞 - 篠原涼子 ※『人魚の眠る家』と合わせて受賞[9]。

## ミュージカル化
2011年に韓国で製作され、日本でも2018年にリメイクされた映画『SUNNY』の初のミュージカル化として、2023年6月26日から7月5日まで東京建物 Brillia HALL（豊島区立芸術文化劇場）、7月9日から13日まで梅田芸術劇場 シアター・ドラマシティにて上演。SUNNYの6人が高校生だった1980年代と現在とを織り交ぜて描かれ、主人公たちの青春時代を象徴するナンバーが劇中で登場する。
キャスト
- 奈美 - 花總まり、高校時代 - 渡邉美穂
- 千夏 - 瀬奈じゅん、高校時代 - 須藤茉麻
- みどり - 小林綾子、高校時代 -川村咲季
- 桜 - 馬場園梓、高校時代 -横岡沙季
- 好恵 - 佐藤仁美、高校時代 -古沢朋恵
- 高校時代の芽衣子 -伊藤友惠
- 私立探偵 -片桐仁

- 伊藤彩夏
- 池田晴香
- 飯沼帆乃佳
- 菊田万琴
- 浅倉智尋
- 鈴樹志保
- 井阪郁巳
- 寺田彩乃

スタッフ
- 脚本・演出：西田征史
- 振付：akane